# Triangle (émission)
Pour les articles homonymes, voir Triangle (homonymie).
Triangle est une émission célèbre en Afrique qui dura près de 15 ans[Quand ?]. Cette émission est diffusée du lundi au vendredi à partir de 15 h 30[réf. nécessaire] (heure de Paris) sur Africa no 1 et en rediffusion à 0 h 30 (heure de Paris). L'émission se déroulait dans les studios d'Africa no 1 à Libreville au Gabon.
Chaque jour, dans Triangle, l'animateur dialogue en direct avec les auditeurs qui l'appellent de tout le continent et d'Europe. 
Triangle traite du mysticisme, des arts divinatoires, de la science et de la poésie. 

## Animateurs
Cette émission était présentée par Bruce Walker Mapoma et Patrick Nguema Ndong, qui invitaient des maîtres en spiritualité, des tradipraticiens, des voyants, des scientifiques... dont, par exemple, Maître Issa Doukouré (président de l'unique syndicat des tradipraticiens), Maître Koni, Professeur Kaba, maître Atomori Benga (initiateur boutiste, ancien Rosicrucien, écrivain...)